# John Dubouchet
John Dubouchet (* 1937 in Genf) ist ein Schweizer Schriftsteller und Kulturmanager.

## Leben
John Dubouchet war in Südamerika, besonders in Bolivien, als Pilot tätig. Als Direktor der Fondation Simón I. Patiño gründete er 1968 das Kulturzentrum Salle Patiño in Genf und leitete es von 1974 bis 1996.
Sein schriftstellerisches Werk umfasst fünf gedruckte Bücher und fünf weitere Romane, die nur als E-Book erschienen sind.

## Werke
- Personne ne connaît Julien. Robert Laffont, Paris 1972, ISBN 2-221-02168-1.
- La moto de Pelrino. Roman. Laffont, Paris 1977, ISBN 2-221-02167-3.
- Le feu s’étiole et ma barbe s’allonge. Roman. Laffont, Paris 1982, ISBN 2-221-00950-9.
- Les Rois. Roman. Mare Nostrum, Perpignan 1991, ISBN 2-908476-02-9.
- Le Royaume au bord du monde. Le Castor Astral, Bordeaux 2004, ISBN 2-85920-552-7.
- Le fleuron noir. Roman
- La Volaille. Roman
- Rall Grandeur. Roman
- La traversée des Andes en bateau. Roman
- Perspective concave. Roman